# شونبرگ (زاکسونی)-آنهالت
شونبرگ (زاکسونی)-آنهالت (به آلمانی: Schönberg) یک منطقهٔ مسکونی در آلمان است که در زی‌هاوزن واقع شده‌است. شونبرگ ۵۰۲ نفر جمعیت دارد.